# Nicea (Epir)

Mapa amb la ubicació aproximada d'algunes de les principals ciutats de l'antic Epiro. Nicea estava en la part nord d'Epir.

Nicea (en grec: Νίκαια) fou una antiga ciutat grega a la regió de l'Epir.
Devia pertànyer al Koinon de Bil·lis, ja que hi ha testimoniatges epigràfics, com una inscripció del segle ii  ae i una altra de manumissió d'esclaus d'època indeterminada trobada a l'indret on sembla que es trobava l'antiga ciutat.
Esteve de Bizanci l'esmenta com una ciutat il·líria.
S'identifica amb unes restes arqueològiques situades a prop de l'actual població albanesa de Klos, on han aparegut restes de fortificacions que s'han datat dels segles V i IV ae.